# Vance Brand

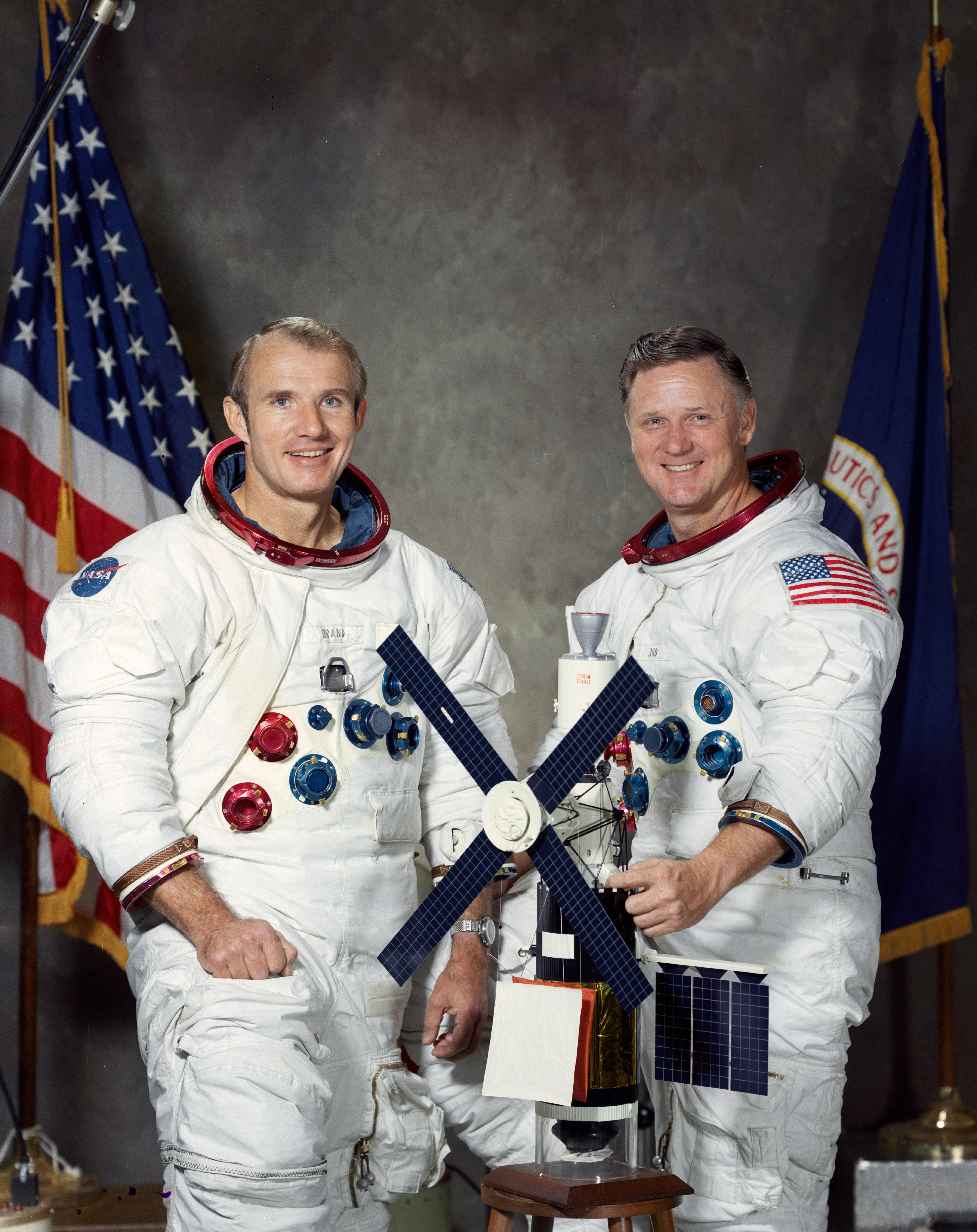
Vance Brand i Don Lind – załoga odwołanej misji Skylab Rescue

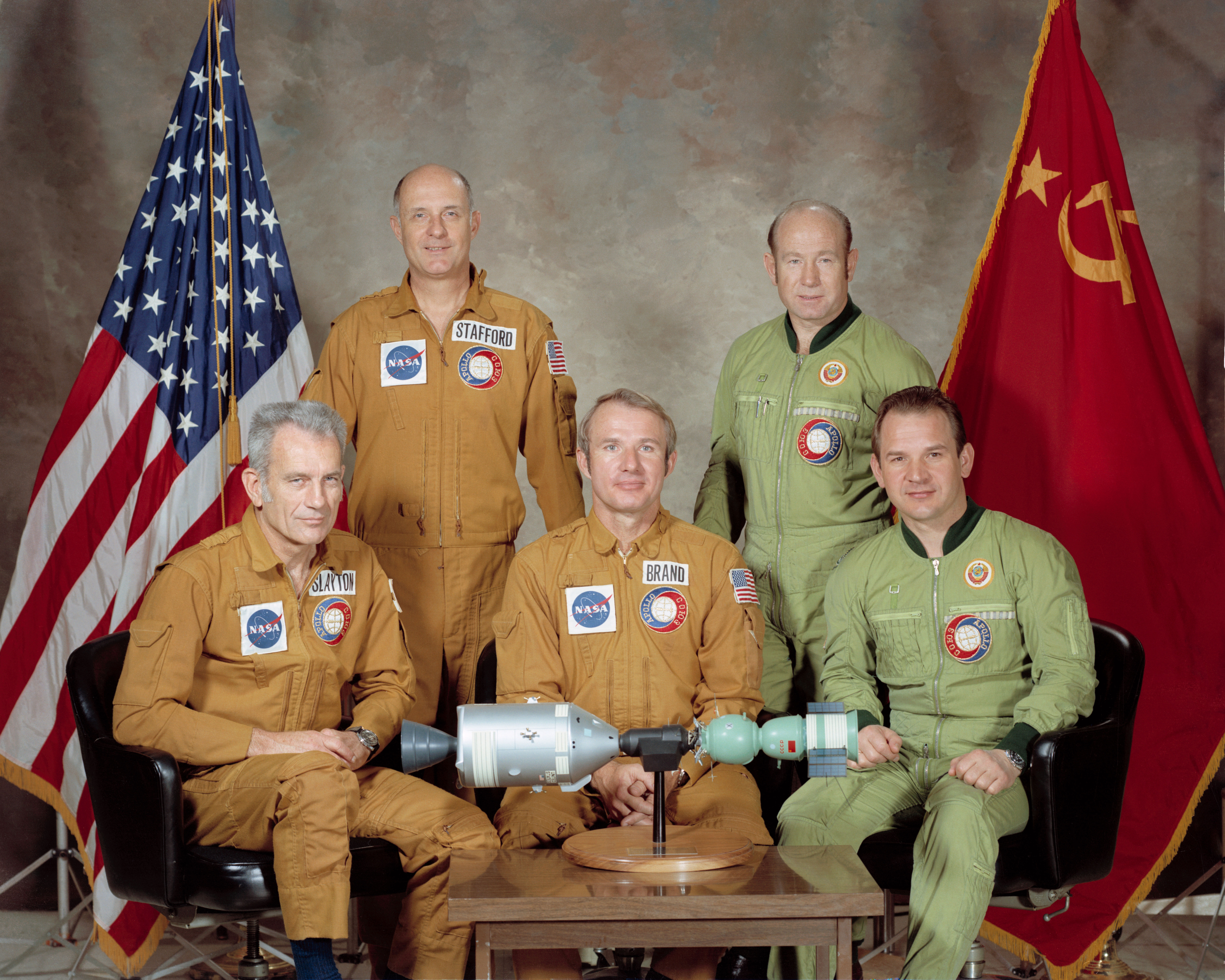
Załogi misji Sojuz-Apollo. Od lewej: Deke Slayton, Thomas Stafford, Vance Brand, Aleksiej Leonow i Walerij Kubasow

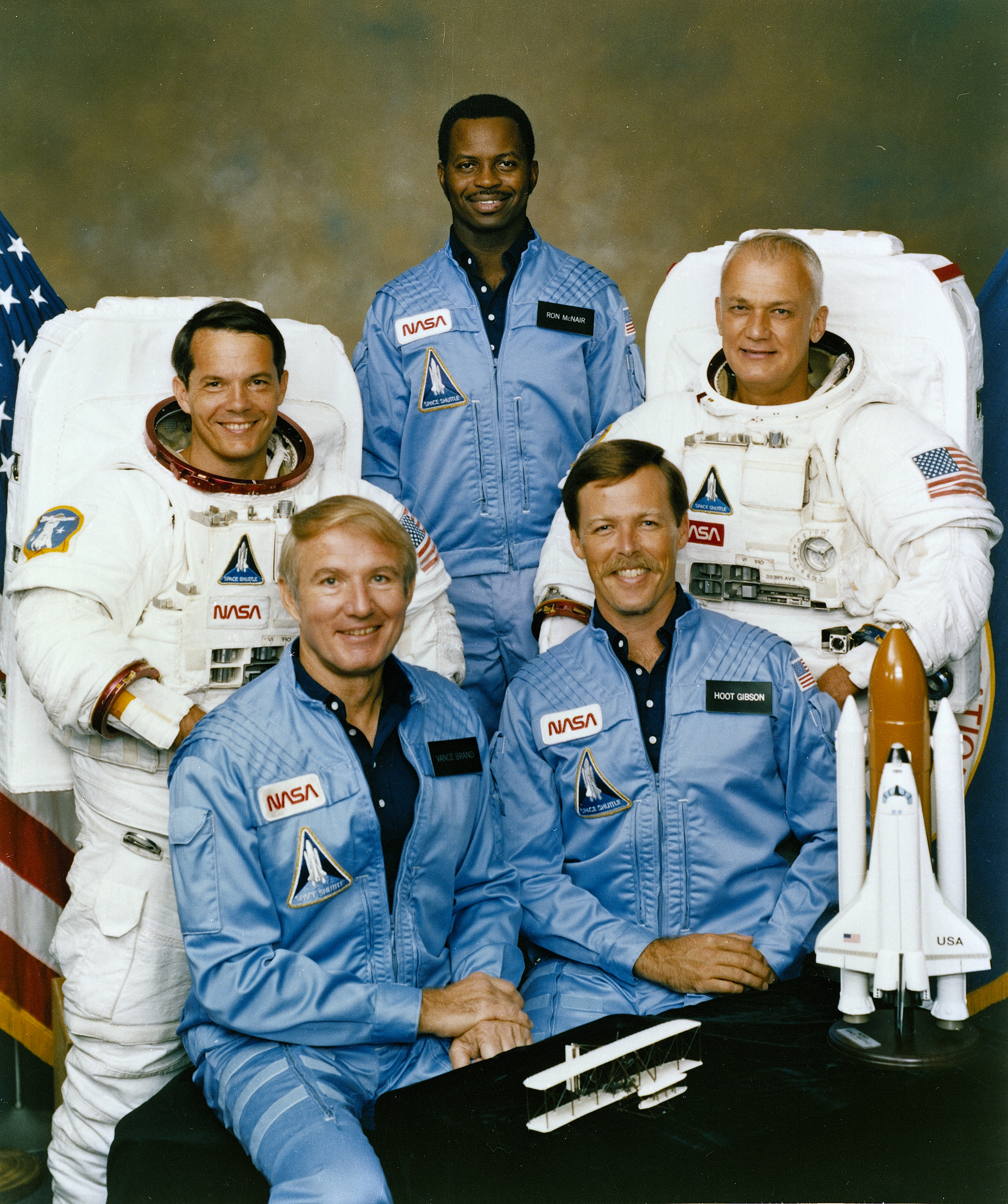
Załoga misji STS-41-B. Od lewej: Robert Stewart, Vance Brand, Ronald McNair, Robert Gibson i Bruce McCandless

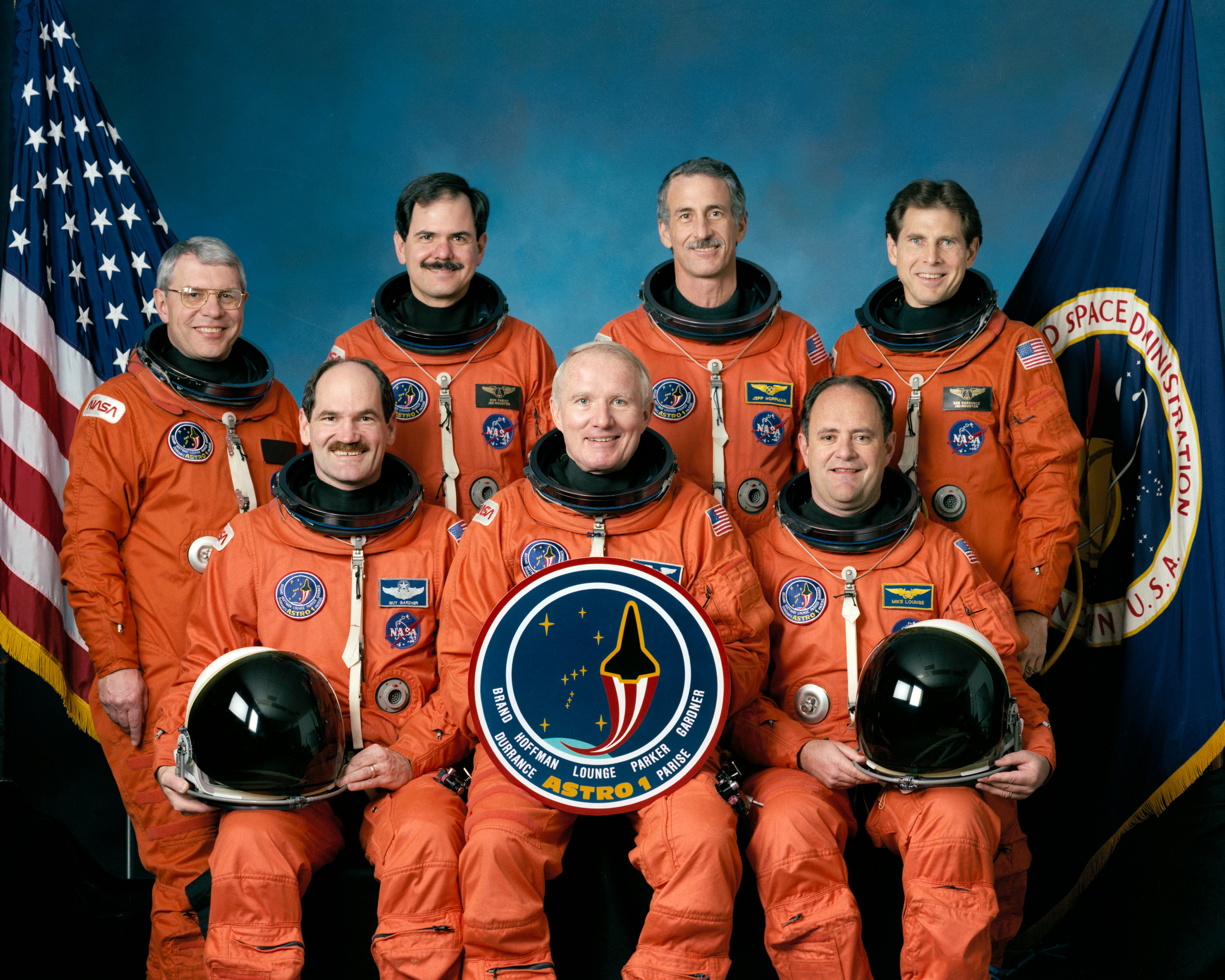
Załoga misji STS-35. Od lewej: Robert Parker, Guy Gardner, Ronald Parise, Vance Brand, Jeffrey Hoffman, John Lounge i Samuel Durrance

Vance DeVoe Brand (ur. 9 maja 1931 w Longmont w stanie Kolorado) – amerykański inżynier, pilot doświadczalny i astronauta.

## Wykształcenie i służba wojskowa
- 1949 – ukończył szkołę średnią (Longmont High School) w Longmont w Kolorado.
- 1953 – został absolwentem Uniwersytetu Kolorado (University of Colorado Boulder) i uzyskał licencjat w dziedzinie biznesu.
- 1953–1957 – pełnił służbę w Korpusie Piechoty Morskiej Stanów Zjednoczonych. W 1955, po odbyciu szkolenia specjalistycznego zdobył kwalifikacje pilota lotnictwa morskiego. Przez 15 miesięcy był pilotem myśliwca w jednostce stacjonującej w Japonii.
- 1957–1966 – po zakończeniu czynnej służby w US Marine Corps przeszedł do Rezerwy Korpusu (Marine Forces Reserve). Następnie jako pilot myśliwca służył do 1966 w Siłach Powietrznych Gwardii Narodowej (Air National Guard).
- 1960 – uzyskał tytuł inżyniera techniki lotniczej na Uniwersytecie Kolorado.
- 1960–1966 – pracował w Lockheed Corporation. Uczestniczył w oblatywaniu samolotu rozpoznawczego P-3A dla Marynarki Wojennej. W 1963 ukończył kurs w Szkole Pilotów Doświadczalnych Marynarki Wojennej w bazie Patuxent River. Następnie otrzymał skierowanie do Palmdale w Kalifornii, gdzie uczestniczył w testach myśliwca F-104 w wersji przeznaczonej dla sił powietrznych Kanady i RFN. Jako pilot-oblatywacz i zarazem szef grupy doradczej Lockheeda pracował ponadto w Centrum Lotów Doświadczanych we francuskim Istres, gdzie odbywały się próby samolotu F-104G, przeznaczonego dla Luftwaffe.
- 1964 – uzyskał magisterium w dziedzinie zarządzania na Uniwersytecie Kalifornijskim (UCLA) w Los Angeles.

Jako pilot wylatał blisko 10 000 godzin, z czego ponad 8000 na samolotach z napędem odrzutowym i ok. 400 na śmigłowcach. Latał na ponad trzydziestu typach samolotów.

## Kariera astronauty
- 1963 – był jednym z 34 finalistów podczas przeprowadzanego przez NASA naboru do trzeciej grupy astronautów. Przeszedł niezbędne badania medyczne, ale ostatecznie nie został zakwalifikowany.
- 4 kwietnia 1966 – został jednym z 19 astronautów, których zakwalifikowano podczas piątego naboru.
- 1968 – w czerwcu uczestniczył w eksperymencie 2TV-1. Był to test w komorze próżniowej prototypu modułu dowodzenia. W doświadczeniu wzięła udział trzyosobowa załoga. Podczas grudniowej misji Apollo 8 wchodził w skład naziemnej załogi wspierającej. Pierwotnie do tej roli był wyznaczony John Bull.
- 1970 – identyczną funkcję pełnił podczas misji Apollo 13.
- 1971 – w czasie wyprawy statku kosmicznego Apollo 15 był pilotem rezerwowym modułu dowodzenia. Znajdował się w składzie załogi podstawowej misji Apollo 18, ale wcześniejsze zakończenie programu Apollo spowodowało, że lot został odwołany.
- 9 lutego 1973 – został mianowany pilotem modułu dowodzenia statku Apollo, który miał wziąć udział we wspólnej amerykańsko-radzieckiej wyprawie ASTP (Apollo-Soyuz Test Project).
- 1973 – był dowódcą załóg rezerwowych podczas misji Skylab 3 oraz Skylab 4. Miał być również dowódcą planowanej misji ratunkowej (Skylab Rescue), która miała udać się na stację Skylab w celu podwyższenia jej orbity.
- 1973 – był przewidziany na dowódcę załogi podstawowej misji Skylab 5(inne języki), która jednak została odwołana.
- 15–24 lipca – uczestniczył w pierwszej wspólnej amerykańsko-radzieckiej misji kosmicznej Sojuz-Apollo.
  - Później pełnił w NASA funkcje menedżerskie, związane z konstruowaniem pojazdów kosmicznych, ich zaopatrzeniem, bezpieczeństwem lotów oraz przebiegiem misji kosmicznych.
- Marzec 1978 – otrzymał dowództwo jednej z pierwszych misji wahadłowca Columbia.
- 11–16 listopada 1982 – dowodził misją STS-5.
- 3–11 lutego 1984 – był dowódcą wyprawy STS-41-B.
- Kwiecień 1989 – został wyznaczony na dowódcę załogi STS-35. Pierwotnie na tę funkcję był desygnowany John McBride, ale w 1989 odszedł z Korpusu Astronautów.
- 2–11 grudnia 1990 – dowodził promem Columbia podczas lotu STS-35.
- 1992 – odszedł z Biura Astronautów NASA i został dyrektorem ds. planowania w Biurze Programu Budowy Narodowego Samolotu Kosmicznego (National Aerospace-Plane – NASP) w bazie lotniczej Wright-Patterson w Ohio.
- 1994 – we wrześniu, po anulowaniu programu NASP, przeniósł się do Kalifornii, gdzie został zastępcą dyrektora ds. operacji lotniczych w centrum badawczym NASA – Armstrong Flight Research Center – w bazie Edwards. Później został zastępcą dyrektora ds. projektów kosmicznych.
- 2002 – został włączony do grona astronautów-menedżerów, co oznaczało, że miał szansę uczestniczenia w jeszcze jednym locie kosmicznym. Był w tej grupie najstarszym astronautą.
- Styczeń 2008 – opuścił Korpus Astronautów NASA.

## Loty kosmiczne

### Sojuz-Apollo
Swój pierwszy lot w kosmos Brand rozpoczął 15 lipca 1975. Podczas misji Apollo-ASTP pełnił funkcję pilota modułu dowodzenia. Był to pierwszy wspólny amerykańsko-radziecki lot kosmiczny (Apollo-Soyuz Test Project). Razem z nim w statku Apollo znaleźli się: Thomas Stafford – dowódca misji oraz Donald Slayton – pilot modułu dokowania. Astronauci wyruszyli na spotkanie ze statkiem Sojuz 19, który 7,5 godziny wcześniej został wystrzelony na orbitę z terenu ówczesnego ZSRR. W Sojuzie znajdowała się dwuosobowa załoga: Aleksiej Leonow – dowódca i Walerij Kubasow – inżynier pokładowy. 17 lipca oba statki połączyły się na orbicie, a kosmonauci rozpoczęli wspólne badania i eksperymenty. Podczas wyprawy wypróbowano nowy system dokowania oraz zademonstrowano światu fakt międzynarodowej współpracy w kosmosie. Wspólny lot trwał 44 godziny. W tym czasie odbyły się cztery przejścia załóg pomiędzy oboma pojazdami kosmicznymi. Niejako przy okazji ustanowiono sześć rekordów świata FAI. Podczas powrotu amerykańskich astronautów na Ziemię doszło do awarii. Błąd załogi spowodował, że do wnętrza kapsuły dostały się trujące opary paliwa. Na szczęście żaden z trójki astronautów nie ucierpiał z tego powodu. 24 lipca pojazd Apollo wodował w okolicach Hawajów. Załogę i kapsułę statku podjęła z oceanu na pokład jednostka ratownicza – uderzeniowy okręt desantowy USS „New Orleans”.

### STS-5 (Columbia F-5)
Siedem lat po pierwszym locie Brand wyruszył w kosmos po raz drugi. Tym razem dowodził promem Columbia podczas misji STS-5. Była to pierwsza wyprawa wahadłowca, podczas której na jego pokładzie znajdowała się czwórka astronautów. W wyprawie uczestniczyli również: Robert Overmyer – pilot oraz Joseph Allen (MS-1) i William Lenoir (MS-2) – specjaliści misji. Start nastąpił 11 listopada 1982. W czasie misji wyniesiono na orbitę dwa komercyjne satelity telekomunikacyjne należące do firm – amerykańskiej Satellite Business Systems Corporation i kanadyjskiej TELESAT. Przy wynoszeniu obu obiektów na orbitę zostały użyte silniki pomocnicze PAM-D (Payload Assist Module). Na pokładzie orbitera znajdowało się również oprzyrządowanie lotów próbnych (Development Flight Instrumentation – DFI). Astronauci po raz kolejny badali zachowanie promu w warunkach lotu kosmicznego oraz w trakcie schodzenia z orbity. Poza tym zrealizowali badania medyczne i trzy doświadczenia zaproponowane przez uczniów. 16 listopada Columbia wylądowała w kalifornijskiej bazie lotniczej Edwards.

### STS-41-B (Challenger F-4)
W czasie swojego trzeciego lotu w kosmos (3–11 lutego 1984) Brand dowodził pięcioosobową załogą promu Challenger. Pilotem podczas tej wyprawy był Robert Gibson, a specjalistami misji – Bruce McCandless (MS-1), Ronald McNair (MS-2) i Robert Stewart (MS-3). Był to dziesiąty lot w ramach programu Space Shuttle. W czasie blisko ośmiodniowej ekspedycji astronauci próbowali umieścić na orbicie dwa satelity telekomunikacyjne – amerykański Westar 6 i indonezyjski Palapa B-2. Jednakże awarie silników PAM-D uniemożliwiły realizację tego zadania i oba obiekty nie osiągnęły zaplanowanych orbit. Najbardziej spektakularnym wydarzeniem podczas misji były dwa spacery kosmiczne, które odbyli Bruce McCandless i Robert Stewart. Obaj bez linek asekuracyjnych testowali plecaki manewrowe MMU (Manned Maneuvering Unit), oddalając się od Challengera na odległość niemal 100 metrów. Po ośmiu dniach lotu wahadłowiec jako pierwszy prom kosmiczny wylądował na pasie Centrum Kosmicznego im. Johna F. Kennedy’ego na Przylądku Canaveral.

### STS-35 (Columbia F-10)
2 grudnia 1990 Brand po raz trzeci dowodził misją wahadłowca. Pierwotnie do tej funkcji wyznaczony był John McBride, który przed lotem niespodziewanie zrezygnował z pracy w NASA. Była to trzydziesta ósma wyprawa wahadłowca. W skład siedmioosobowej załogi wchodzili również: Guy Gardner – pilot, Jeffrey Hoffman (MS-1), John Lounge (MS-2), Robert Parker (MS-3) – specjaliści misji oraz Samuel Durrance (PS-1) i Ronald Parise (PS-2) – specjaliści ładunku. Prom Columbia wystartował w nocy. Program lotu przewidywał prowadzenie obserwacji gwiazd i innych ciał niebieskich. Wahadłowiec miał na pokładzie 13-tonowy ładunek, na który składały się trzy teleskopy ASTRO-1 do obserwacji w paśmie ultrafioletowym oraz szerokopasmowy teleskop rentgenowski BBXRT (Broad Band X-ray Telescope). W czasie lotu konieczne było wykonanie ponad dwustu manewrów, aby nakierować teleskopy na wszystkie zaplanowane w programie wyprawy obiekty. 10 grudnia Columbia pomyślnie wylądowała w bazie Edwards. Lądowanie, podobnie jak start, odbyło się w nocy.

## Nagrody i odznaczenia
- Dyplom pochwalny Johnson Space Center (JSC Certificate of Commendation) (1970)
- NASA Exceptional Service Medal (1974, 1988)
- NASA Distinguished Service Medal (1975, 1992)
- Złoty Medal FAI im. Jurija Gagarina (1976)
- Astronautyczna Nagroda Haleya Amerykańskiego Instytutu Aeronautyki i Astronautyki (AIAA Haley Astronautics Award) (1978)
- Nagroda Johnson Space Center „Za wyjątkowe dokonania” (JSC Special Achievement Award) (1978)
- NASA Space Flight Medal (1983, 1984, 1992)
- Medal FAI De La Vaulx (1983)
- Dyplom FAI im. Władimira Komarowa (1983, 1991)
- Harmon Trophy (1993)
- Wprowadzenie do Panteonu Sławy Astronautów Stanów Zjednoczonych (United States Astronaut Hall of Fame) (1997)
- Doktorat honorowy Uniwersytetu Kolorado (2000)
- Wprowadzenie do Międzynarodowego Aeronautycznego Panteonu Sławy (International Aerospace Hall of Fame) (2001)
- Universal Astronaut Insignia za lot orbitalny (nr 76) – Stowarzyszenie Uczestników Lotów Kosmicznych (Association of Space Explorers(inne języki))[1]

## Publikacje
- Pilot's Handbook for Performance Flight Testing (współautor) – podręcznik dla pilotów
- Aerodynamics Handbook for Performance Flight Testing (współautor) – podręcznik dla pilotów

## Wykaz lotów
| Nr                                                                       | Data startu       | Data lądowania    | Statek kosmiczny        | Funkcja                 | Czas trwania                          |
| ------------------------------------------------------------------------ | ----------------- | ----------------- | ----------------------- | ----------------------- | ------------------------------------- |
| 1                                                                        | 15 lipca 1975     | 24 lipca 1975     | Sojuz-Apollo            | Pilot modułu dowodzenia | 9 dni 1 godzina 28 minut i 23 sekundy |
| 2                                                                        | 11 listopada 1982 | 16 listopada 1982 | STS-5 Columbia F-5      | Dowódca misji           | 5 dni 2 godziny 14 minut i 26 sekund  |
| 3                                                                        | 3 lutego 1984     | 11 lutego 1984    | STS-41-B Challenger F-4 | Dowódca misji           | 7 dni 23 godziny 15 minut i 55 sekund |
| 4                                                                        | 2 grudnia 1990    | 10 grudnia 1990   | STS-35 Columbia F-10    | Dowódca misji           | 8 dni 23 godziny 5 minut i 8 sekund   |
| Łączny czas spędzony w kosmosie – 31 dni 2 godziny 3 minuty i 52 sekundy |                   |                   |                         |                         |                                       |